# سيرجيو بوستيغو ريدوندو
سيرجيو بوستيغو ريدوندو (بالإسبانية: Sergio Postigo Redondo)‏ (4 نوفمبر 1988 بمدريد في إسبانيا - ) هو لاعب كرة قدم إسباني في مركز الدفاع. لعب مع خيتافي ب ونادي سبيزيا ونادي ليغانيس وأوساسونا ب وCD Leganés B ‏.

## روابط خارجية
- سيرجيو بوستيغو ريدوندو على موقع قاعدة بيانات كرة القدم.إي يو (الإنجليزية)
- سيرجيو بوستيغو ريدوندو على موقع Soccerway.com (الإنجليزية)
- سيرجيو بوستيغو ريدوندو على موقع AS.com (الإسبانية)